# Липовка (Долгоруковский район)
Ли́повка — деревня Свишенского сельского поселения Долгоруковского района Липецкой области.
Стоит на правом берегу реки Быстрой Сосны. Рядом есть небольшое озеро.
Расположена в 3 км к северо-востоку от центра поселения села Свишни.
Липовка появилась не ранее XIX века.
Название — по росшим здесь липам.